# Iglesia de San Cristóbal (Boecillo)
La iglesia de San Cristóbal es un templo católico ubicado en la localidad de Boecillo, Provincia de Valladolid, Castilla y León, España.

## Historia
El edificio se construyó a finales del siglo XIX, concretamente se empezó a edificar en 1895, debido a que la anterior iglesia ubicada en el mismo sitio sufrió un fuerte incendio. Se inaugura el 20 de octubre de 1902. Será restaurado en la década de los 90 y principios del siglo XXI.

## Estilo
Dispone de una sola nave, situada entre arcos de medio punto y con cúpula sobre el crucero. Tiene retablos del siglo XVI y XVII.
En Boecillo cada 10 de julio se celebra la fiesta de San Cristóbal y el 8 de septiembre la Virgen de la Salve que es su patrona.